# Paulicjanie
Paulicjanie (ormiański: Պաւլիկեաններ) – średniowieczna grupa chrześcijańska powstała prawdopodobnie około VII wieku na terenach zamieszkiwanych przez Ormian, której początki i pochodzenie są niejasne. Wiadomo, że paulicjanie zamieszkiwali południowo-wschodnią część Azji Mniejszej, a w wyniku przesiedleń pojawili się także w Tracji. Największy rozkwit paulicjanizmu miał miejsce w IX wieku, ale w X wieku w Bizancjum grupa ta zaczęła zanikać. Jej ostatni wyznawcy w XVIII wieku przyjęli katolicyzm. Od początków swojego istnienia grupa ta była uważana za heretycką, najpierw przez Kościół ormiański, później przez ortodoksyjny Kościół bizantyjski.
Paulicjanie byli wyznawcami chrześcijańskiego dualizmu. Wierzyli w istnienie dwóch bogów, w dwa akty stworzenia. Byli „doketami” – zaprzeczali, iżby Syn Boży faktycznie cierpiał na krzyżu jako człowiek, ponieważ zrzucił on tylko grzeszną, cielesną powłokę. Po wygnaniu z Bizancjum walczyli wspólnie z Arabami przeciw Bizancjum, później zaś część z nich sprzymierzyła się z Turkami, istnieją relacje o żołnierzach paulicjańskich walczących przeciwko krzyżowcom. Inna grupa paulicjan została przesiedlona przez cesarzy bizantyjskich do Tracji, gdzie ich poglądy spotkały się z zainteresowaniem ze strony części miejscowych, dając w ten sposób początek bogomilizmowi.

## Historia

### Tło
Religia chrześcijańska docierała na tereny Armenii niemal od samego początku swego istnienia. Bardzo szybko też, jak podaje tradycja, za sprawą świętego Grzegorza Oświeciciela, na początku IV wieku stała się oficjalną religią państwa. Grzegorz i jego następcy Nerses i Mesrop byli zwolennikami ortodoksji, współpracowali ze świętym Bazylim i tak zwaną szkołą teologiczną w Cezarei. Oficjalny, popierany przez władców kościół był zatem ortodoksyjny, ale na terenie Armenii istniały także heterodoksyjne grupy wyznaniowe. Źródła zaświadczają, że już w III wieku w Ani zamieszkiwali marcjonici i adopcjanie. W IV wieku w Armenii Mniejszej pojawili się archontycy i przez pewien czas, za sprawą działalności Eutychesa z Satali, cieszyli się tam dużym powodzeniem wśród warstw wyższych. Jest wprawdzie kwestią dyskusyjną, czy manichejczyków należy uznać za odłam chrześcijaństwa czy raczej za wyznawców innej religii, faktem jednak jest, że i oni żyli w Armenii, a jeszcze do VI wieku najważniejsze pisma manichejskie tłumaczone były na ormiański. W pierwszej połowie V wieku poważnym zagrożeniem dla zwolenników ortodoksji byli mesalianie i tajemniczy borboryci.
Sytuacja kościoła ormiańskiego w drugiej połowie V wieku szczególnie sprzyjała rozwojowi różnego rodzaju sekt i grup heretyckich. Najwyższe funkcje w kościele takie jak biskupstwa i katolikat były dziedziczne, przechodziły z wuja na siostrzeńca, co powodowało, że obejmowali je często ludzie, którzy trybem życia daleko odbiegali od wzoru dobrego pasterza. Prowadziło to także często do traktowania dóbr kościelnych jako własności rodziny i dla duchowieństwa ważniejsze od posługi stało się pomnażanie majątku. Do tego dochodziły rozległe układy z władzą świecką, często niezbyt wyrozumiałą wobec poddanych. W wyniku tych patologii wielu ludzi, zwłaszcza z niższych warstw społecznych, pragnęło innego kościoła, mniej uwikłanego w sprawy doczesnego świata, skromniejszego i stojącego po stronie ludu.
Nie ulega wątpliwości, że grupy sprzeciwiające się takiemu stanowi rzeczy przeżywały wówczas rozkwit, ale paradoksalnie informacji o nich nie mamy zbyt wielu. Był to prawdopodobnie skutek rozłamu, jaki nastąpił między oficjalnym Kościołem ormiańskim a resztą ortodoksyjnego chrześcijaństwa. Po soborze w Chalcedonie w 451 roku Kościół ormiański zbliżył się bowiem do monofizytyzmu. Autorzy greccy i łacińscy skupiali się więc raczej na krytyce doktryny monofizyckiej i nie pisali zbyt wiele o pomniejszych wyznaniach. Również autorzy ormiańscy zajęci byli tym konfliktem i o lokalnych odłamach wspominali na marginesach swych dzieł. Ze źródeł ormiańskich wyłania się bardzo niedokładny opis, prawdopodobnie istniał wówczas jeden, dominujący odłam, szczególnie popularny wśród niższych warstw społecznych i, co za tym idzie, zawierający wątki ludowe. O późniejszych tego typu ruchach wiadomo równie niewiele.

### Początki
Pierwsze wzmianki o paulicjanach pochodzą z początku VII wieku, z kanonów wielkiego synodu w Dwinie. Zebrani tam biskupi, zwołani przez Jana z Odzunu, zajęli się między innymi potępieniem paulicjanizmu i wprowadzeniem sankcji za jego wyznawanie oraz wspieranie wyznawców. Sami paulicjanie byli jednak grupą istniejącą już od dłuższego czasu, dokumenty synodu podają, iż już w czasie pontyfikatu katolikosa Nersesa III (641-661) doszło do ich pierwszych prześladowań. W źródłach ormiańskich brakuje jednak dokładnego opisu doktryny i pochodzenia tej grupy.
Więcej informacji na ten temat podają późniejsze źródła bizantyjskie. Ich powstanie zawdzięczamy temu, że paulicjanie pod koniec IX wieku mocno dawali się we znaki cesarstwu i dwór konstantynopolitański był żywo zainteresowany tą kwestią. Według badaczy wszystkie te źródła korzystały z opisów Piotra Sycylijczyka, który w okolicach 870 roku odwiedził siedzibę paulicjan w Tefrike jako cesarski poseł. Zdaniem bizantyjczyków nazwa „paulicjanie” pochodziła od Pawła z Samosaty, biskupa żyjącego w III wieku. Paweł i jego brat Jan mieli propagować w Samosacie manicheizm, religię swojej matki, Kallinike. W połowie VII wieku Konstantyn, Ormianin pochodzący z Mananali, w czasie swoich podróży natknął się na Diakonusa, wyzwoleńca z Syrii, zaangażowanego w samosacką gminę. Zasady wiary głoszone przez Diakonusa oczarowały Konstantyna i osiedlił się on na jakiś czas w Samosacie, aby pobierać nauki. Następnie powrócił do Mananali, gdzie rozpoczął działalność misyjną wśród swoich rodaków. Udało mu się zdobyć niewielką grupę zwolenników, z którą przeniósł się do Kibossy, nieopodal Kolonei, gdzie liczba jego zwolenników wzrosła. Konstantyn i jego uczniowie mieli zdominować Kibossę, a ich kościół działał tam dwadzieścia siedem lat, dopóki nie został wykryty przez władze.
Do Kibossy wysłano niejakiego Symeona, któremu nadano wszelkie uprawnienia niezbędne do uporania się z odstępcami. Po dotarciu na miejsce i zbadaniu sprawy Symeon, prawdopodobnie aby rozbić więzi między członkami kościoła, rozkazał paulicjanom zgładzić Konstantyna. Przywódca został w końcu zamordowany przez swojego syna o imieniu Justus. Nie był to jednak koniec, ponieważ Symeon w miarę śledztwa coraz mocniej fascynował się żarliwością religijną grupy, którą kazano mu zniszczyć. W końcu sam porzucił ortodoksję, przystał do tych, których niedawno prześladował i nawet zajął miejsce po Konstantynie. Władze cesarskie monitorowały jednak sprawę i nie zamierzały poprzestać na jednej próbie. Symeon był liderem zaledwie trzy lata, następnie zginął w prześladowaniach rozpoczętych przez Justyniana II.

### Odwilż
Po okresie prześladowań trwających między 690 a 695 rokiem sytuacja uspokoiła się, choć paulicjanie nadal obawiali się prześladowań. Po śmierci Symeona przywódcą został, choć źródła nie stwierdzają tego wprost, niejaki Paweł Ormianin. Aby uniknąć represji, wraz ze swoimi zwolennikami, przeniósł się z Kibossy do wsi Episparis a następnie do Mananali. Po Pawle przywódcą został jego syn Gegnezjusz, który miał przewodzić paulicjanom przez następne trzydzieści lat. W czasie, gdy kierował sektą, sytuacja uspokoiła się na tyle, że Gegnezjusz mógł nawet wziąć udział w dyspucie teologicznej z patriarchą Konstantynopola, która odbyła się prawdopodobnie w 728 lub 729 roku. Spokój jakim cieszyli się wówczas paulicjanie wynikał prawdopodobnie z tego, iż byli oni skrajnymi ikonoklastami, a władzę cesarską sprawowali wówczas władcy popierający ten ruch. Możliwe, że to właśnie z tego powodu doszło do debaty między patriarchą Konstantynopola a Gegnezjuszem – przeciwnicy ikon chcieli poznać poglądy grupy popierającej ich idee.
Przywódcy paulicjan zmieniali swoje siedziby, ale wraz z nimi nie przenosili się wszyscy ich zwolennicy, poza tym ciągle prowadzili działalność misyjną, pozyskując nowych sympatyków i wiernych. W czasie panowania Konstantyna V (741-775) pierwsze wspólnoty paulicjan pojawiły się w Europie, przesiedlone tam przez cesarza w celach militarnych oraz po to, by stworzyć przeciwwagę dla miejscowych ikonolatrów, czyli zwolenników kultu ikon.
Po śmierci Gegnezjusza doszło do schizmy wśród paulicjan. Zmarły lider miał dwóch synów, Józefa i Zachariasza, którzy rywalizowali o objęcie schedy. Zachariasz zastąpił początkowo ojca, ale to Józef cieszył się większym poparciem wśród ludzi. Zagrożony Zachariasz uciekł się do próby zabicia brata, ta jednak zakończyła się niepowodzeniem i Józefowi udało się uciec. Prześladowany przez brata zbiegł na tereny zajęte przez Arabów, gdzie liczył na pomoc. Nie wiadomo jak, ale wkrótce zatriumfował nad Zachariaszem, udało mu się objąć przywództwo i zjednoczyć paulicjan. Miejscowy, ortodoksyjny władca o imieniu Krichorakes, zainteresował się jednak działalnością paulicjan i zmusił Józefa i jego zwolenników do opuszczenia zamieszkiwanych przez nich ziem. Józef zmarł w Chorakopeum, które lokuje się w pobliżu pizydyjskiej Antiochii.

### Prześladowania
Po jego śmierci przywódcą został Baanes, ale szybko utracił znaczenie na rzecz Sergiusza, ponownie zatem doszło do rozłamu i tym razem nie był on krótkotrwały. Paulicjanie podzielili się na dwie frakcje: kynochorytów i astatian. Rodzina Sergiusza pochodziła z Ani, a on sam przyjął doktrynę paulicjan za namową kochanki. W okresie jego działalności sekta rozwinęła działalność misjonarską na szeroką skalę, zdobywając sobie licznych zwolenników. W międzyczasie, w Konstantynopolu, doszło do zmian, bardzo niekorzystnych dla różnych grup popierających ikonoklazm. W 797 roku, w wyniku spisku, do władzy doszła Irena, zwolenniczka kultu ikon. Ona sama nie wprowadziła wprawdzie jakiejś represyjnej polityki w stosunku do paulicjan, a jej następca, który objął tron w 802 roku, Nicefor, był nawet podejrzewany o sprzyjanie sekcie, ale wydarzenia te zapowiadały triumf ikonolatrów i w konsekwencji - prześladowanie ikonoklastów. Nie był to wprawdzie koniec tarć, bo później władzę sprawowali jeszcze cesarze będący przeciwnikami kultu ikon, ale w przeciwieństwie do swoich poprzedników z VIII wieku nie odnosili się oni przychylnie do paulicjan.
Ze względu na ożywioną działalność misjonarską w czasie działalności Sergiusza, władze bizantyjskie zareagowały represjami. Przodowali w tym cesarze Michał I (811-813) i Leon V (813-820). Tym razem okazało się jednak, iż paulicjanie byli już na tyle silni, że potrafili się bronić, zabili między innymi Tomasza, metropolitę Cezarei oraz prefekta Parakondatesa. Przyłączyli się również do buntu przeciwko cesarzowi Michałowi II, stając po stronie jego konkurenta, Tomasza Słowianina (mimo iż był on ikonolatrem). Po klęsce powstania, wobec nowych prześladowań zwolennicy zarówno Sergiusza jak i Baanesa zbiegli na ziemie zajęte przez Arabów, oddając się pod opiekę emira Meliteny. Saraceni podarowali im dwie wioski, Argaoun oraz Amarę i w zamian za podatki zostawili w spokoju. Korzystając z ochrony muzułmanów paulicjanie dokonywali zbrojnych wypadów na tereny cesarstwa.
W 835 roku Sergiusz został zamordowany przez niejakiego Tzaniona z Nikopolis w czasie rąbania drewna. Jego uczniowie postanowili, że nie powołają nowego przywódcy i będą rządzić się demokratycznie, uznali również, że zwolenników Baanesa należy wyeliminować. Od tego zamiaru odwiódł ich jednak uczeń Sergiusza, Teodot. Doszło wówczas do jakiejś formy pojednania. Paulicjanie zajęli się najeżdżaniem ziem Bizancjum, gdzie brali jeńców, których sprzedawali później Arabom jako niewolników. Powstanie odrębnego państewka mocno zaniepokoiło Konstantynopol, zwłaszcza że wielu paulicjan nadal zamieszkiwało wschodnie tereny cesarstwa.
Z uwagi na częste najazdy cesarz Teofil przedsięwziął radykalne kroki przeciwko paulicjanom. Zainicjował wielkie prześladowania na bardzo szeroką skalę, ale przerwała je jego śmierć. Kontynuatorką Teofila była jego żona, Teodora, która po śmierci męża sprawowała regencję. Ośmielona sukcesem, jakim było oficjalne przywrócenie kultu ikon, uznała, że nawrócenie paulicjan również jest możliwe. Oni jednak odrzucali pouczenia religijne bizantyjskiego kleru. Wobec takiego obrotu spraw Leon Argyrus, Andronik Dukas i Sudales, oficerowie oddelegowani przez cesarzową do tej sprawy, uznali że paulicjan należy zniszczyć. Źródła podają, że w wyniku ich działalności zginęło około 100 000 ludzi, co wydaje się jednak liczbą mocno przesadzoną. Faktem jest, że po tej kampanii paulicjanizm na terenie cesarstwa praktycznie przestał istnieć. Pozostawało jednak państewko na terenach opanowanych przez muzułmanów.

### Państwo paulicjan
Kampania przeprowadzona przeciwko paulicjanom w cesarstwie wzmocniła grupy żyjące w Argaoun i Amarze. W obawie o życie i dobytek wielu decydowało się na opuszczenie ziem Bizancjum i ucieczkę do współwyznawców żyjących pod opieką muzułmanów, także społeczność ta bardzo się rozrosła. Dodatkowo, okrucieństwo cesarskich sprawiło, że i tak już wojowniczy paulicjanie zyskali kolejny powód do walki. Sposób, w jaki rozprawiono się z paulicjanami w cesarstwie, zraził także wielu ludzi niesprzyjających paulicjanom i oni również często decydowali się na przyłączenie do tych, z którymi niedawno zaledwie sympatyzowali. Znajdowali się wśród nich także wojskowi, często wysoko postawieni.
Tak właśnie było z Karbeasem, dowódcą gwardii stratega temu Anatolikon. Gdy ojca Karbeasa zabito w czasie prześladowań, syn zebrał pozostałych przy życiu zwolenników paulicjanizmu i zbiegł z nimi do Argaoun. Ciężka sytuacja, w jakiej znalazła się sekta, sprawiła, iż potrzebowała ona zdolnego dowódcy wojskowego, dlatego też wybrano Karbeasa na nowego przywódcę. Jedną z jego pierwszych decyzji było przeniesienie się z Argoun i Amary do Tefrike. Pod względem strategicznym miejsce to było znacznie lepsze, było dogodniejszą bazą wypadową na ziemie zarówno cesarstwa, jak i te zamieszkane przez Ormian. Poza tym, Tefrike znajdowało się dalej od Meliteny, a Karbeas chciał być bardziej niezależny od miejscowego emira.
Gdy tylko sytuacja w Tefrike uspokoiła się, Karbeas rozpoczął najazdy na ziemie Bizancjum. Były one teraz znacznie częstsze, a dzięki dobremu dowództwu także lepiej zorganizowane. Paulicjanie docierali nawet do wybrzeży Morza Czarnego, łupiąc po drodze wsie i miasta oraz biorąc ludzi w niewolę. Najazdy były często zgrane z wyprawami emirów Meliteny i Tarsu, a współpraca między Karbeasem a Arabami układała się tak dobrze, że Bizantyjczycy podejrzewali nawet, że przeszedł on na islam. W 856 roku wojska bizantyjskie pod dowództwem brata Teodory, Petronasa, wyprawiły się przeciwko paulicjanom. Ekspedycji tej nie udało się jednak rozbić paulicjan i ich muzułmańskich sprzymierzeńców. W 858 roku na czele podobnej wyprawy stanął cesarz Michał III i jego wuj Bardas. Wojska cesarskie doszły aż do Samosaty, gdzie według jednej z relacji doszło do druzgocącego zwycięstwa paulicjan, do niewoli dostało się wielu możnych, a młody władca ledwo uszedł z życiem. Tej wersji nie potwierdzają jednak żadne inne źródła, nawet te mocno Bizantyjczykom nieprzychylne, więc wydaje się, że starcie to albo nie miało miejsca, albo miało inny przebieg. Wiadomo wprawdzie, że do niewoli paulicjańskiej trafiło kilku dostojników greckich, ale możliwe, że doszło do tego wskutek na przykład ataku paulicjan na jakiś odizolowany oddział. Tak czy inaczej, wyprawa z 858 roku również nie przyniosła cesarstwu sukcesu.
W 860 roku Karbeas wraz z Arabami napadł na Azję Mniejszą i według źródeł dotarł wówczas aż do południowych wybrzeży Morza Czarnego. Wojska bizantyjskie, dowodzone przez Petronasa zmusiły wprawdzie paulicjan do odwrotu, ale dopiero po bardzo ciężkich bojach. W 863 roku, w czasie jednego z najazdów na ziemie cesarstwa, Karbeas poległ w walce z oddziałami bizantyjskimi. Nowym przywódcą paulicjan został jego kuzyn, Jan Chryzocheiros. Pochodził on z możnego rodu bizantyjskiego, ale powiązania rodzinne sprawiły, że sympatyzował z paulicjanami. Korespondował z nim sam patriarcha Konstantynopola, Focjusz, który w swoich listach próbował namówić Jana do pozostania przy ortodoksji. Starania patriarchy nie dały jednak oczekiwanych rezultatów, a Jan otwarcie przyznał się do wyznawania paulicjanizmu, po czym zbiegł do Tefrike. Karbeas przyjął go bardzo serdecznie, oddając mu za żonę swą córkę i mianując następcą.
W 868 lub 867 roku Jan, korzystając z zamętu panującego w Konstantynopolu po uzurpacji Bazylego poprowadził swoje wojska aż do Nikomedii, dotarł także do Efezu gdzie zamienił kościół świętego Jana na stajnię dla koni swoich wojowników. W 869 roku cesarz, którego absorbowały przede wszystkim sprawy posiadłości bizantyjskich w Italii próbował kupić sobie pokój na wschodzie. W tym celu wysłał do Tefrike Piotra Sycylijczyka, który próbował nakłonić Jana do zaprzestania najazdów. Jego misja zakończyła się fiaskiem, ale w jej wyniku powstało jedno z najważniejszych źródeł do badań nad dziejami sekty. Wobec niepowodzenia dyplomatycznego, Bazylii postanowił rozwiązać problem paulicjan siłą. W 870 roku stanął na czele wyprawy, która miała zadać ostateczny cios paulicjanom. Cesarzowi udało się zdobyć wiele osad zamieszkiwanych przez paulicjan. Wydawało się, że pełne zwycięstwo jest już blisko, gdy w wojska cesarskie stanęły pod Tefrike. Doszło do walk, które jednak zakończyły się zwycięstwem Jana i rozbiciem armii bizantyjskiej. Bazylii uratował się tylko dzięki pomocy ormiańskiego chłopa o imieniu Teofilakt, który w zamian za ratunek zrobił potem błyskotliwą karierę na dworze konstantynopolitańskim a jego syn, Roman Lekapen został nawet cesarzem.
Paulicjanie triumfowali i w 871 roku jedna z ich wypraw dotarła aż do Ankyry. Cesarstwo jednak szybko się otrząsnęło po porażce i w 872 roku domestyk Chyrtoforos, zięć Bazylego, wyruszył z wojskami do Azji Mniejszej, którą paulicjanie bezkarnie łupili. Wódz bizantyjski odczekał, aż najeźdźcy będą wycofywali się z łupami i dopiero wówczas ich zaatakował. Do bitwy doszło nieopodal miejscowości Bathyrrhyaks, u podnóża góry Zogoloenus. Armia paulicjan, osobiście dowodzona przez Jana Chryzocheirosa, znalazła się w potrzasku między wojskami Chrystoforosa i oddziałami temów Armeniakon i Charsianon. Otoczeni paulicjanie zostali niemal doszczętnie wyrżnięci, jedynie nielicznym udało się zbiec. Wśród nich znajdował się Jan, ale został on wkrótce zamordowany przez niejakiego Puladesa, Greka, który mu towarzyszył. Jego głowa została odesłana do Konstantynopola, gdzie uświetniła triumf cesarza Bazylego. W tym czasie armia cesarska dotarła do Tefrike, gdzie nie zastała jednak żadnych paulicjan. Klęska pod Bathyrrhyaks oznaczała koniec państewka paulicjan. Bizantyjczycy przyłączyli tereny opanowane przez sektę do cesarstwa.

### Bałkany
Upadek Tefrike nie oznaczał jednak końca paulicjan. Ich grupy, żyjące na rubieżach cesarstwa były bowiem całkiem liczne, tyle że teraz pozbawiono je przywództwa politycznego. Bazylii nie prześladował pokonanych paulicjan, wręcz przeciwnie, wielu z nich zaoferował służbę w oddziałach cesarskich i nie brakowało takich, którzy przyjęli jego ofertę. Do najsłynniejszych należał Diakonices, przyjaciel Chryzocheirosa, który dowodził później oddziałami cesarskimi w czasie walk w Italii. Znaczna liczba paulicjan zamieszkiwała południowo-wschodnie rubieże cesarstwa aż do X wieku, kiedy to patriarcha Antiochii nakłonił cesarza Jana Tzimiskesa do przesiedlenia wątpliwie lojalnych paulicjan z dala od Saracenów. Jan przesiedlił ich w okolice Filipopolis, warowni, którą niedawno odebrał Bułgarom. Chciał wykorzystać bitność paulicjan do obrony bałkańskich granic cesarstwa. Osiedliło się tam tak wielu paulicjan, że - według niektórych relacji - przez pewne okresy uciskali oni nawet miejscową, prawosławną ludność.
Cesarze zdawali sobie sprawę, że na tolerowanie odstępców jest na dłuższą metę szkodliwe i dlatego dążyli do ich nawrócenia. Celował w tym zwłaszcza Aleksy Komnen (1081-1118) który w czasie walk z Normanami został opuszczony przez oddziały złożone z paulicjan. Po zapewnieniu sobie spokoju ze strony Normanów, zebrał on oficerów paulicjańskich wojsk w Mosynopolis pod pretekstem urzędowej rejestracji. Tam, podstępem odebrano im broń i uwięziono. Następnie zorganizowano dysputy z udziałem ortodoksyjnych mnichów, którzy tłumaczyli paulicjanom ich błędy w rozumieniu wiary chrześcijańskiej. Jakaś część oficerów zdecydowała się przyjąć ortodoksję, ale wielu innych upierało się przy swoich poglądach. Z uwagi na inne sprawy, Aleksy odłożył na razie plan nawrócenia paulicjan i oficerów uwolniono, represje zastosowano tylko wobec nielicznych prowodyrów, zsyłając ich na Wyspy Książęce.
Do swoich zamiarów Aleksy powrócił przed wojną z Połowcami, gdy rezydował w Filipopolis. Cesarz zorganizował akcję misyjną i szereg dysput, w których sam brał udział. Według relacji źródeł, każdego dnia wielu paulicjan wyrzekało się herezji i przyjmowało ortodoksję. Anna Komnena podaje iż ogółem 10 000 ludzi porzuciło wówczas paulicjanizm. Aleksy osiedlił nawróconych paulicjan w mieście nieopodal Filipopolis i nadał im nowe ziemie. Kuleona, Kusinusa i Folusa, którzy byli przywódcami paulicjan, zabrał ze sobą do Konstantynopola i tam prowadził z nimi dyskusje na tematy teologiczne, chcąc udowodnić im, że tkwią w błędzie. Kuleon uznał wyższość argumentacji cesarza i nawrócił się, ale pozostali trwali przy swoim zdaniu. Aleksy aresztował ich i choć mieli zapewnione wszelkie wygody, to do końca życia pozostali więźniami.
W wyniku zabiegów Aleksego liczba paulicjan w Tracji uległa znacznemu zmniejszeniu, niemniej jednak przetrwała. Świadczą o tym na przykład relacje krzyżowców, którzy natknęli się na osiedla paulicjańskie w pobliżu Pelagonii oraz źródło mówiące, że wspólnota paulicjan chciała w 1205 roku oddać Filipopolis carowi bułgarskiemu, za co zostali ukarani przez łacinników. W 1717 roku Mary Wortley Montagu, podróżująca do Stambułu, zatrzymała się w Filipopolis, gdzie spotkała paulicjan. W XVIII wieku ostatni paulicjanie zostali nawróceni przez Pietro Salinate i Ilię Maynowa na katolicyzm i weszli w skład Bułgarskiego Kościoła katolickiego, który istnieje do dziś.

### Azja
Nie wszyscy paulicjanie zostali przesiedleni przez Jana Tzimiskesa do Tracji. Część z nich pozostała w Azji, ale ich dzieje są bardzo ciężkie do zrekonstruowania. Wiadomo, że w czasie pierwszej wyprawy krzyżowej w 1097 roku krzyżowcy natknęli się na twierdzę Castra Publicanorum, którą władali Ormianie, a później nieopodal Trypolisu na zamek Arche, również zamieszkany przez Ormian. Źródła łacińskie wspominają również o oddziałach paulicjańskich, które wspierały muzułmanów w walce z krzyżowcami. Słowo publicani, którym łacinnicy określali paulicjan, na trwale weszło do literatury zachodniej i z czasem zaczęło oznaczać wszystkie odłamy dualistyczne. Wiadomo również, że część paulicjan po klęsce pod Bathyrrhyaks zbiegła do Armenii, gdzie przyłączyła się do sekty tondrakitów, którzy przetrwali w górach aż do XIX wieku.

## Doktryna
O ile dzieje paulicjan są dosyć dobrze udokumentowane i istnieje wiele źródeł je opisujących, o tyle ich wierzenia nie są dla współczesnych historyków zbyt jasne. Nie przetrwały bowiem żadne dzieła teologiczne paulicjan, o ile jakieś w ogóle istniały, potwierdzone jest tylko, że mieli własną wersję Biblii. O systemie religijnym dowiadujemy się zatem praktycznie tylko ze źródeł opisujących polityczne dzieje ich wspólnoty. Głównym źródłem na ten temat są informacje zbierane przez posłów bizantyjskich, którzy przebywali wśród paulicjan z misjami dyplomatycznymi. O wierzeniach paulicjan mówi również Focjusz, który brał udział w dysputach teologicznych z członkami sekty. Jednym ormiańskim źródłem które poświęca paulicjanom więcej, niż krótką wzmiankę, są prace Jana z Odzunu, który jednak koncentrował się na polityce.
Na temat doktryny paulicjańskiej wiele mogą nam powiedzieć teksty tondrakitów, pod warunkiem że przyjmiemy, iż obydwie sekty były do siebie bardzo podobne, co nie jest jednak pewne. Tondrakicki tekst, zwany Kluczem do prawdy, przetrwał bowiem do naszych czasów, ale z drugiej strony zawiera on poglądy sekty w późnym okresie jej istnienia.

### Etymologia i pochodzenie
Niejasne jest już samo pochodzenie słowa „paulicjanie”, jak i faktyczne początki sekty. Jej brzmienie jasno wskazuje na jakieś związki z imieniem Paweł, ale z drugiej strony nie wiadomo do końca, o jakiego Pawła może chodzić. Sprawę utrudnia fakt, iż przymiotnik od tego imienia przybiera zazwyczaj formę „pauliański” lub „pauliński”. Według językoznawców „ic” obecne w wyrazie wskazuje na ormiański rodowód tego określenia. Ormiańskie paulikios było pogardliwym zdrobnieniem od imienia Paweł. Wydaje się zatem, że paulicjanie to zwolennicy jakiegoś Pawła, który nie cieszył się zbytnim poważaniem w ówczesnych wyższych kręgach duchowieństwa i społeczeństwa. Nadal jednak nie wiadomo, kim ów Paweł mógł być.
Autorzy greccy i arabscy, prawdopodobnie opierając się na tradycji sekty, podają, że chodzi tu o Pawła i Jana z Samosaty, synów zwolenniczki manicheizmu, Kallinike. Focjusz podaje, że „paulicjański”, to tak naprawdę zniekształcenie od „paulioański”, co jego zdaniem potwierdza wersję o Pawle i Janie. Nie wiadomo jednak, czy ludzie ci faktycznie istnieli, czy była to tylko legenda samych paulicjan. Jeśli tak, to wielu zwolenników ma teoria identyfikująca owego Pawła, syna Kallinike, z Pawłem z Samosaty, co sugeruje Masudi. Tu jednak pojawia się problem, ponieważ nie znamy imienia jego matki, a na domiar złego, nie mogła być ona wyznawczynią manicheizmu, gdyż Mani urodził się około 216 roku, a Paweł około 200 roku. Rozwiązaniem tego problemu mogłoby być uznanie, że określenie „manichejski” zastosowano tu w takim sensie, że jej poglądy były dualistyczne, źródła bowiem często nazywały różne herezje manicheizmem z uwagi na to, że ten system był dla wczesnego chrześcijaństwa silnym konkurentem. Być może była po prostu gnostyczką. Istnieje tu jednak zbyt dużo niejasności i przeinaczeń, żeby można było uznać którąkolwiek z tych hipotez za prawdziwą.
Dodatkowym problemem dla uznania identyfikacji Pawła, syna Kallinike z Pawłem z Samosaty jest fakt, że jego herezja jest dość odległa w czasie od paulicjanizmu. Poza tym Paweł z Samosaty był zwolennikiem adopcjanistycznego nurtu monarchianizmu a paulicjanie według przekazów mieli być dualistami. Wydaje się mało prawdopodobne, że autorzy greccy popełnili tutaj błąd, gdyż wielu z nich było biegłych w dziedzinie teologii. Poza tym, Bizantyjczycy nigdzie nie dali jasno do zrozumienia, że Paweł, syn Kallinike jest tą samą osobą, co Paweł z Samosaty. O tym drugim wiedzieli oni wiele, był bowiem jednym z najsłynniejszych herezjarchów, poza tym, sprawował urząd biskupa Antiochii, która wówczas należała do cesarstwa.
Istnieje druga teoria na temat etymologii słowa „paulicjanie” i pochodzenia tego odłamu. Możliwe bowiem, że nazwa pochodzi po prostu od świętego Pawła Apostoła, a autorzy greccy słysząc paulicjańską legendę o Pawle i Janie zbyt pochopnie stwierdzili, że kwestia pochodzenia nazwy sekty jest oczywista. Zwolennicy tej teorii przytaczają słowa lady Mary Wortley Montagu z 1717 roku, piszącej, iż napotkani przez nią paulicjanie szczególną czcią otaczali Pawła Apostoła. Jednak i tu pojawia się problem, bowiem jej relację od pierwszych wzmianek o paulicjanach dzieli około 1000 lat, a w tym czasie wiele poglądów, czy też legend mogło przejść daleko idącą ewolucję, zwłaszcza że nie znamy żadnych paulicjańskich tekstów religijnych. Możliwe więc, że nauki przekazywane były wyłącznie drogą ustną. Entuzjaści drugiej teorii tłumaczą nazwę „paulicjanie” w ten sposób, iż Ormianie widząc praktyki paulicjan i ich uwielbienie dla Pawła Apostoła, nazywali ich pogardliwie maluczkimi naśladowcami Pawła. Potwierdzeniem tej teorii jest wiele praktyk paulicjańskich.

### Wierzenia
Wiadomo, że sami paulicjanie nazywali siebie po prostu chrześcijanami, a wyznawców innych odłamów tej religii określali mianem Rzymian. Podobnie, jak wiele innych sekt, uważali, że tylko oni wyznają prawdziwą i jedynie słuszną wersję objawienia chrystusowego. Większość autorów piszących o paulicjanach określa ich mianem manichejczyków, co najpewniej oznacza, że byli po prostu dualistami a nie dosłownie, zwolennikami nauk Maniego. Uprawdopodabnia to relacja grecka o tym, że paulicjanie wyklinali Maniego i uważali go za heretyka. Wiadomo, że większość swoich zgromadzeń i kościołów uważali za założone przez Pawła Apostoła. Kongregacja w Kibossie była określana jako Macedonia, w Mananali- Achaja, w Argaoun- Kolosy, w Mopsuestii- Efez zaś w Kynopolis- Laodycea. Przywódcy paulicjan przyjmowali imiona uczniów Pawła i tak Konstantyn nazywał się Sylwanem, Symeon Tytusem, Gegnezjusz Tymoteuszem, Józef Epafrodytem a Sergiusz Tychikiem. Imiona te były nadawane prawdopodobnie po nabożeństwie inicjacyjnym. Znamienne jest, że Jan Chryzocheiros i Karbeas nie przyjęli imion uczniów Pawła. Zapewne nie uważano ich za przywódców religijnych, tylko za wodzów i być może nie byli dopuszczeni do grona najbardziej wtajemniczonych.
Według źródeł greckich wierzenia paulicjan opierały się na wierze w dwie Zasady, Istotę Niebiańską, Trzy Osoby w Jednym oraz w Stwórcę- Demiurga. Demiurg stworzył świat materialny i władać nim będzie aż do jego końca. Następnie władzę obejmie Istota Niebiańska. Nie oddawali czci Maryi, uznając że Chrystus przeszedł przez nią „jak przez kanał”, a sama Maryja nie była dziewicą, współżyła z Józefem i z tego związku narodziły się dzieci. Nie uznawali również sakramentów, uważając że są one pustym rytuałem. Nie poważali również krzyża, w tym względzie byli zwolennikami doketyzmu, twierdzili że Chrystus zmarł na nim tylko pozornie. Odrzucali również Stary Testament, a z Nowego uznawali Ewangelie, Listy Pawła, List Jakuba, Listy Jana i Judy. Mieli również czytać listy o Pawle napisane przez Sergiusza, ale nie wiadomo, czy nie jest to wtręt grecki, gdyż ich istnienie jest niepotwierdzone. Nie uznawali hierarchii kościelnej i nie posiadali konsekrowanych świątyń. Wiązało się to z całkowitym odrzuceniem kultu ikon i relikwii. Twórcy źródeł pisali również o „przebiegłości” paulicjan, przejawiającej się w tym, iż wolno im było udawać ortodoksyjnych chrześcijan, to znaczy na przykład przyjmować sakramenty, czy też uczestniczyć w nabożeństwach, jeśli miało im to pomóc w zabezpieczeniu się przed prześladowaniami. Nie wiadomo jednak, czy nie jest to wtręt, mający przedstawić paulicjan w złym świetle, jako przewrotnych, nie szanujących zasad własnej wiary.
Do tego momentu źródła greckie pozostają w zasadzie zgodne ze sobą, ale jeśli chodzi o kapłaństwo, to nie jest to tak jasne. Część źródeł twierdzi, że paulicjanie nie mieli księży, tylko tak zwanych ministrów i notariuszy, którzy mieli się niczym nie różnić od ludzi świeckich. Z drugiej jednak strony, obrzędy i inicjacje, przy których nadawano imiona uczniów Pawła Apostoła, wskazują, że istnieli jacyś liderzy duchowi, nauczyciele, wtajemniczeni w wyższe prawdy wiary. Tezę te potwierdza również opinia Sergiusza o sobie, który głosił, że jest Parakletem. Prawdopodobnie oznaczało to, że osiągnął najwyższy stopień wtajemniczenia.

### Tondrakici
Kwestia utożsamienia tondrakitów z paulicjanami jest jedną z głównych osi sporu w sferze badań nad tym odłamem. Autorzy ormiańscy, którzy z racji tego, że tondrakici działali na ich terenie, byli chyba najlepiej zorientowani w tych sprawach, nie stosowali tych nazw zamiennie, poza jednym przypadkiem, na którym opiera się teorią identyfikująca obydwie grupy jako jedną. Grigor Magistros w swym liście do katolikosa Syrii napisał, iż pod nazwą tondrakici ukrywają się tak naprawdę „paulicjanie, których zatruł Paweł z Samosaty”. Przeciwnicy utożsamiania tondrakitów z paulicjanami uważają jednak, iż Grigor napisał tak, aby katolikos, który bardzo dobrze znał paulicjan i potępiał ich jako heretyków, nie dał się zwieść opowieściami tondrakitów, szukających schronienia na terenie jego metropolii. Gdyby faktycznie nazwa „tondrakici” oznaczała to samo, co „paulicjanie”, fakt ten powinien - argumentują historycy - zostać bardziej podkreślony, odpowiednim opisem.
Poza tym, jak okazuje się na podstawie analizy Klucza do Prawdy, tondrakickiego tekstu zawierającego główne prawdy ich wiary, sekta ta była raczej adopcjanistyczna, a nie dualistyczna, jak utrzymuje większość ormiańskich autorów. Być może Grigor Magistros miał na ich temat inne zdanie i to właśnie miał na myśli pisząc, że tondrakitów „zatruł Paweł z Samosaty”, który faktycznie był zwolennikiem adopcjanizmu. Z racji tego, że autorstwo, wiek i pochodzenie Klucza do Prawdy nie jest jasne, istnieje jednak możliwość, iż była to księża ormiańskich adopcjanistów, później przejęta przez tondrakitów, którzy na jej podstawie zrewidowali założenia swojej wiary. Wiadomo też, że tondrakici nie byli do końca spójnym ruchem, pojęcie mogło to obejmować także jakąś sektę uznającą założenia adopcjanizmu, gdy tymczasem inne odłamy były zwolennikami dualizmu. Sprawa jest więc bardzo skomplikowana.
Autorzy ormiańscy dość szczegółowo opisywali sektę, tereny, na których działała oraz imiona przywódców i nazwy te zupełnie nie pokrywają się ze znanymi nam ze źródeł greckich opisami paulicjan. Możliwe jest jednak, że obydwie grupy na siebie wpływały, zwłaszcza że wiadomo na pewno, że część azjatyckich paulicjan schroniła się wśród tondrakitów. Być może niektóre grupy tondrakitów przejęły część założeń i zwyczajów paulicjańskich.